# Morella serrata
Morella serrata là một loài thực vật có hoa trong họ Myricaceae. Loài này được (Lam.) Killick mô tả khoa học đầu tiên năm 1998.